# Creúsa (hija de Creonte)

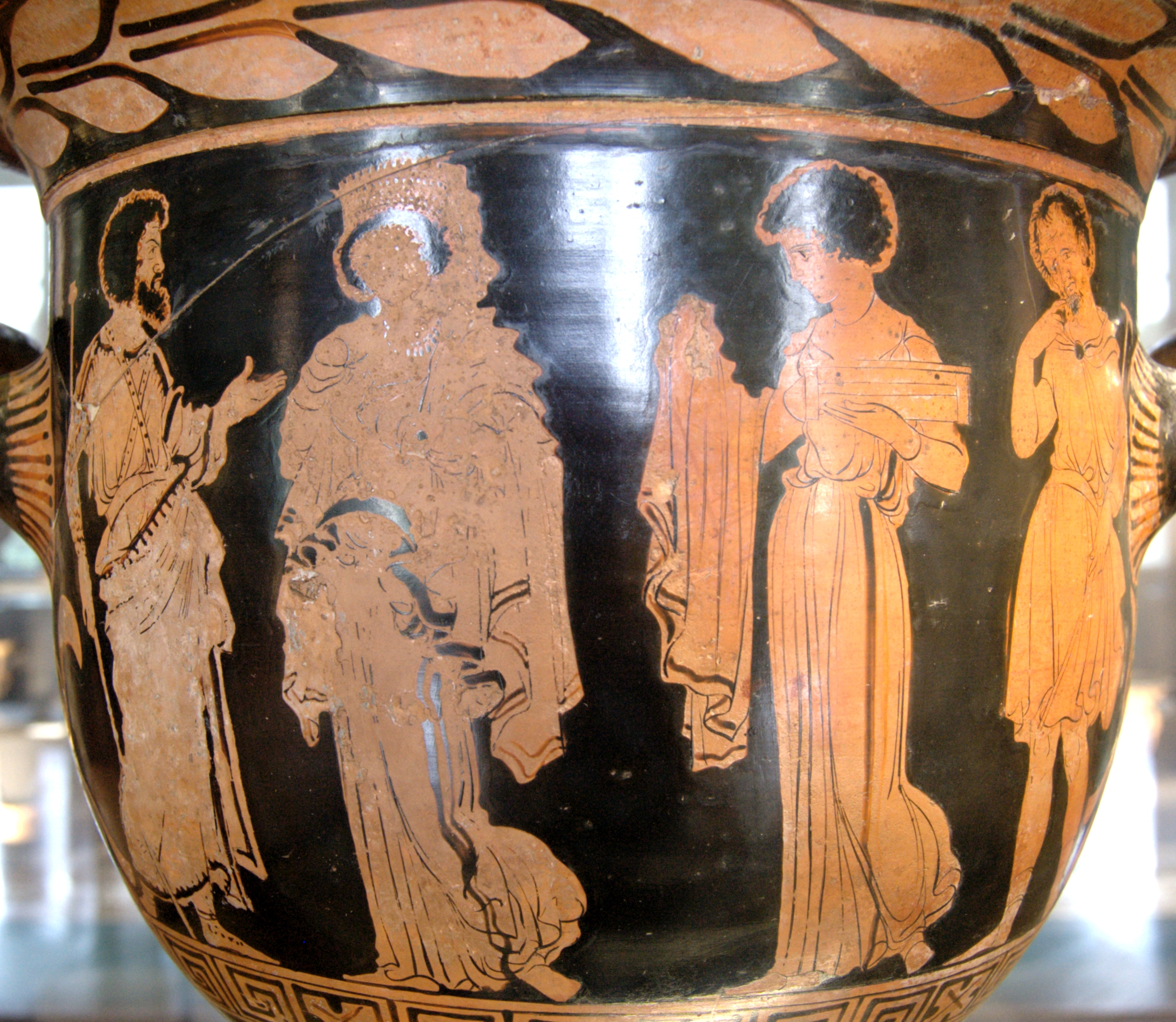
Crátera del representando el regalo de Medea a Creúsa.

En la mitología  griega, Creúsa (también llamada Glauce, o Glauca en latín) es hija de Creonte, rey de Corinto.
Se casó con Jasón, quien por esa razón repudió a Medea, pero ésta se vengó de esta manera: fingiendo hacer las paces con Creúsa, Medea envió a sus hijos que entregasen a la princesa una túnica y una diadema, impregnadas de veneno. Así, cuando Creúsa se puso los adornos, casi al instante, su sensible piel empezó a corroerse y de su pelo aparecieron llamas. El rey Creonte, viendo a su hija pidiendo auxilio, intentó quitarle los adornos, pero el veneno de estos era tan fuerte que mató a ambos. Medea, llena de locura, también mató a sus propios hijos, Feres y Mérmero, para vengarse en ellos de Jasón.